# Al-Aʿšā
Maymûn Al-Aʿšā (590-629) (arabe : ميمون اَلأَعْشَى) est un poète bachique né dans le village de Manfuha.

## Biographie
Ce poète du VIIe siècle est un itinérant, surnommé « La cymbale des arabes ». Quasiment poète professionnel, il est l'auteur d'œuvres qui célèbrent les chefs de son temps, mais le panégyrique du prophète qui lui est attribué ne semble pas authentique.
Il aborde tous les thèmes amoureux, bachiques, guerriers, naturalistes caractéristiques de la poésie de l'époque ; l'une de ses odes est parfois incluse dans la Mu'allaqât, qui est un ensemble de poèmes pré-islamiques.
Il meurt en 629 en tombant de sa monture alors qu'il retournait dans la région d'Al-Yamâma.

## Extrait
Le poème inclus dans la Mu'allaqât, traduit par Jacques Berque, commence ainsi :
Adieu, Hurayra

La caravane s'ébranle

Mais es-tu bien, toi, l'homme, capable d'un adieu

Une blancheur au front, les cheveux touffus, les dents pures

précautionneusement elle marche

comme endolorie dans la glaise /

son allure quand elle revient de la tente de la voisine

est celle du nuage qui passe ni lent ni pressé

tu entends ses bijoux chuchoter à chaque fois qu'elle se tourne

...